# Брате, знайди брата!..
«Брате, знайди брата!..» — радянський художній фільм 1988 року, знятий режисером Сільвією Сергейчиковою на Кіностудії ім. О. Довженка.

## Сюжет
Фільм про сім'ю, де було троє щасливих людей — батько, мати та 10-річний син. Але трапляється так, що з батька зробили злочинця. Довести свою правоту він не зміг. Та й нікого це не цікавило. З горя він почав пити. І допився до того, що втратив своє людське обличчя. Пішло від родини щастя, закінчилося дитинство у хлопця.

## У ролях
- Сергій Савостьянов — Микита Вєдєнєєв
- Володимир Горохов — Михайло Вєдєнєєв, батько Микити
- Марина Трошина — Віра Вєдєнєєва, мати Микити
- Петро Юрченков — Ігор Васильович Воронін, голова
- Геннадій Гарбук — Платонич
- Олександр Ігнатуша — Григорій Карповець
- Тамара Тимофєєва — баба Таня
- Тамара Муженко — піддяча
- Павлик Пузик — Андрій Карповець
- Ілля Климов — Альоша Воронін
- Ада Волошина — епізод
- Анатолій Багров — Пархітьков
- Віктор Поморцев — епізод
- Михайло Мальченко — епізод
- Степан Донець — епізод
- В. Костецька — епізод
- А. Самусь — епізод
- Лідія Константинова — епізод
- Римма Тараненко — епізод
- Ш. Ігітханов — епізод
- Сергій Гуревнін — епізод
- Юрій Іванкін — епізод
- Б. Єремєєв — епізод
- Михайло Демченко — епізод

## Знімальна група
- Режисер — Сільвія Сергейчикова
- Сценаристи — Анатолій Галієв, Гарій Немченко
- Оператор — Євген Філіппов
- Композитор — Євген Дога
- Художник — Євген Пітенін